# San Felipe (Guanajuato)
San Felipe è un comune dello stato di Guanajuato, nel Messico centrale, il cui capoluogo è l'omonima località.
La popolazione della municipalità è di 95.896 abitanti (2010) e copre una superficie di 3.014,924 km². È la municipalità più estesa di tutto lo Stato.